# کارناوال لیبرتی
کارناوال لیبرتی (به انگلیسی: Carnival Liberty) یک کشتی است که طول آن ۹۵۲ فوت (۲۹۰٫۲ متر) می‌باشد. این کشتی در سال ۲۰۰۵ ساخته شد.